# Omorgus spatulatus
Omorgus spatulatus är en skalbaggsart som beskrevs av Patricia Vaurie 1962. Omorgus spatulatus ingår i släktet Omorgus och familjen knotbaggar. Inga underarter finns listade i Catalogue of Life.